# Куратова, Нина Никитична
Нина Никитична Куратова (17 февраля 1930 - 16 августа 2022) — коми советская писательница, прозаик, драматург и литературовед. Член Союза писателей СССР с 1978 года и Союза писателей России с 1992 года. Народный писатель Республики Коми (2001). Заслуженный работник культуры Российской Федерации (2010).

## Биография
Родилась 17 февраля 1930 года в селе Куратово, Сысольского района Коми АССР.
С 1941 по 1945 год в период Великой Отечественной войны работала в местном колхозном хозяйстве и детском доме. С 1946 по 1949 год обучалась в Сыктывкарском педагогическом училище. С 1949 по 1951 год —  воспитатель дошкольных детских учреждений в Ухте. С 1951 по 1957 год жила и работала в ГДР. С 1957 по 1972 год — на воспитательной и педагогической работе в дошкольных учреждениях в Воркуте и Сыктывкаре. С 1972 по 1992 год работала в должности консультанта Правления Союза писателей Республики Коми.
Член Союза писателей СССР с 1978 года, с 1992 года — Союза писателей России. В 1972 году из под пера Куратовой вышел первый дебютный сборник для детей «Гостинец от зайца». В последующем вышли такие произведения как: «Горсть солнца» (1980),  «Вкус цветущего клевера» (1982) и «Волчье лыко» (1989), выпущенные в издательстве «Современник», повесть «Вкус клевера» (1983). 
В 1984 году издательством «Детская литература» была выпущена её повесть «Давайте знакомиться и дружить». В дальнейшем последовали повести, рассказы и стихи выпущенные в Коми книжном издательстве, такие как:  «Помощники»  (1993), «Увидимся непременно» (1995), «Ступать, приплясывая» (2002),  «Ожерелье мое драгоценное»  (2009). В 2015 году вышло трёхтомное собрание сочинений Курбатовой выпущенное издательством  «Анбур». 
В 1987 году за свои литературные произведения Куратова становится лауреатом Государственной премии Коми АССР имени И. А. Куратова. В 1980 году Н. Н. Куратовой было присвоено почётное звание  Заслуженный работник культуры Коми АССР, в 2001 году Народный писатель Республики Коми, а в 2010 году «За заслуги  в  области  культуры  и  многолетнюю  плодотворную работу» — Заслуженный работник культуры Российской Федерации.

## Награды
- Заслуженный работник культуры Российской Федерации (2010 — «За заслуги  в  области  культуры  и  многолетнюю  плодотворную работу»[3])
- Народный писатель Республики Коми (2001)[2])
- Заслуженный работник культуры Коми АССР (1980)[2]

### Премии
- Лауреат Государственной премии Коми АССР имени И. А. Куратова (1987)[2]